# Дигитална трансформација
Дигитална трансформација је процес прилагођавања и имплементације дигиталне технологије од стране организација у циљу креирања нових или модификовања постојећих производа, услуга или операција, спроводећи све пословне процесе у дигиталне формате.
Циљ дигиталне имплементације је да повећа учинак кроз иновацију и ефикасност који ће резултирати већим задовољством корисника. Фокусирајући се на ефикасност и трошкове, овлашћени институт за набавку и снабдевање (ЦИПС), дефинише дигитализацију као основну праксу редефинисања модела, функција, операција, процеса и активности коришћењем технолошког напредка за изградњу ефикасног дигиталног пословног окружења – у којем су добици (оперативни и финансиjски) максимизирани, а уједно трошкови и ризици минимизирани.
Овлашћени институт за набавку и снабдевање (ЦИПС) је такође приметио да се „дигитална способност” може користити за побољшање транспарентности ланца снадбевања, као и његовог даљинског управљања. Ово је постало врло јасно након пандемије ковида 19 када су многа предузећа усвојила удаљено или хибридно радно окружење.
Међутим, пошто не постоје свеобухватни скупови података о дигиталној трансформацији на макро нивоу, укупан ефекат дигиталне трансфомације још увек је тешко проценити.

## Историја
Дигитализација је процес трансфомисања аналогних инфомација у дигитални облик користећи аналогно дигитални конвертор као што је скенер слике или дигитални аудио снимак. Како се од 1990-те употреба интернета повећала, повећала се и потреба за дигитализацијом. Међутим, дигитална трансформација је шира од саме дигитализације постојећих процеса. Дигитална трансформација подразумева разматрање начина на који се производи, процеси и организације могу променити коришћењем нових дигиталних технологија. Новији погледи од 2019-те дефинишу дигиталну трансформацију као процес који има за циљ да побољша ентитет покретањем значајних промена његових својства кроз разне комбинације инфромисања, рачунарства, комуникација и технологија повезивања. Дигитална трансформација се може посматрати као друштвено-технички програм.
Усвајањем дигиталне технологије предузећа могу остварити вишеструке бенефиције, међутим, нека предузећа могу да имају проблема са променама које дигитална трансформација захтева. Извешај из 2015 године наводи да само сазреле дигиталне компаније користе рачунарство у облаку, друштвене мреже, моблине урећаје као и анализу података, док су друге компаније користиле само индивидуалне технологије за решавања специфичних проблема. До 2017. једна студија је показала да је мање од 40% индустрија постало дигитализовано (највећа употреба је била у медијима, продаји и технолошким индустријама).
Од 2020, 37% eвропских као и 27% aмеричких компанија још увек није усвојило дигиталну технологију. Током периода од 2017. до 2020. године, 70% европских општина је повећало потрошњу дигиталне технологије. До 2019, овлашћени институт за набавку и снабдевање (ЦИПС) је објавио анекту у којој је учестовало 700 менаџера представљајући преко 20 различитих индустрија из 55 земаља, која је резултирала да је преко 90% предствљених предузећа усвојило бар једну нову форму инфомативне технологије, а 90% је изјавило да су њихове стратегије дигитализације имале за циљ да обезбеде смањење оперативних трошкова и повећану ефикасност.
У анкети из 2021-те, 55% европских компанија изјавило је да појава пандемије ковида 19 повећала потребу за дигиталном технологијом, док је у истој анкети чак 46% компанија изјавило да су већ применили дигитални развитак. Половина ових компанија предвиђа повећање употребе дигиталних технологија у будућности, а већи проценат су компаније које су раније користиле дигиталну технологију. Недостатак дигиталне инфраструктуре се сматра кључном препреком за улагања у чак 16% предузећа унутар Европске уније, у поређењу са 5% у Сједињеним Америчиким Државама.
У истраживању спроведеном 2021. године, 89% анкетираних афричких банака тврди да је пандемија убрзала дигиталну трансформацију њихових интерних операција.
Чак 71% компанија у Сједињеним Америчиким Државама користи барем једну напредну дигиталну технологију, слично просечној употреби од 69% међу организацијама у Европској унији.